# Карл Барт
За друга значења, погледајте Барт.
Карл Барт (Базел, 10. мај 1886 — Базел, 10. децембар 1968) био је швајцарски математичар и протестантски теолог. Барт је најпознатији по свом коментару Посланица Римљанима, његовој умешаности у цркву која исповеда, укључујући његово ауторство Барменове декларације, и посебно по свом недовршеном вишетомном теолошком сажетку Црквена догматика (објављеном између 1932–1967). Бартов утицај се проширио далеко изван академског домена на матичну културу, што га је довело до тога да се појави на насловној страни Тајма 20. априла 1962. године.
Као и многи протестантски теолози његове генерације, Барт је био образован у либералној теологији под утицајем Адолфа фон Харнака, Фридриха Шлајермахера и других. Његова пасторална каријера започела је у руралном швајцарском граду Сафенвилу, где је био познат као „Црвени пастор из Сафенвила“. Тамо је постајао све више разочаран либералним хришћанством у којем је био обучен. То га је навело да напише прво издање своје Посланице Римљанима (познатој као Римљани I), објављене 1919. године, у којој је одлучио да Нови завет чита другачије.
Барт је почео да стиче значајно признање широм света објављивањем другог издања свог коментара, Посланице Римљанима, 1921. године, у којем је отворено одступио од либералне теологије.
Утицао је на многе значајне теологе попут Дитриха Бонхефера који је подржавао исповедајућу цркву, и Јиргена Молтмана, Хелмута Голвицера, Џејмса Х. Кона, Волфарта Паненберга, Рудолфа Бултмана, Томаса Ф. Торанса, Ханса Кинга, као и Рајнхолда Нибура, Жака Елула и романописце као што су Фланери О'Конор, Џон Апдајк и Миклош Сенткути.
Између многих других области, Барт је такође имао дубок утицај на модерну хришћанску етику, утичући на рад етичара као што су Стенли Хауервас, Џон Хауард Јодер, Жак Елул и Оливер О'Донован.

## Младост и школовање
Отац му је био професор Новог завета на теолошком факултету у Берну. После студија у Берну, Берлину, Тибингену и Марбургу ступио је на свештеничку дужност у Женеви (1909—1911) где је провео наредних десет година.

## Наука
Карл Бат је сарађивао са Фредриком Тејлором и веома добро упознао основе његове филозофије научног управљања. Нешто касније је увео систем научног управљања у Franklin Motor Car Company (1908—1912). Ефекти су били изненађујући – подигао је производњу за више од десет пута. Барт је предавао научно управљање на универзитетима у Чикагу и на Харварду у периоду од 1911 — 1922. године. Звали су га „ортодоксни представник научног управљања“, пошто је био уско оријентисан само на неке, пре свега математичке аспекте менаџмента.

## Каријера и доба рата
Суочен са ратним збивањима од 1914 — 1918. г. приступио је радикалном преиспитивању теолошких начела и изложио их у делу Der Romerbrief (1919). По доласку Хитлера на власт и почетка Црквене борбе (1933), Б. је “залутао” у конфесионалну Цркву. Био је један од састављача Бременске деклације из 1934. г. по питању конфесионалне Цркве. Напао је нацизам иако је исповедање вере било слободно - човек није могао да остане незаинтересован у таквим околностима. Одбивши да положи заклетву о верности пред Хитлером, остао је без своје функције после чега је напустио Немачку, а 1935. постао је професор теологије у Базелу. 1939. Одузета му је докторска титула у Минстеру .

## Учење
Његово интересовање највише су заокупљале теме о односу модерне филозофије религије према науци, култури, уметности, као и њеним симпатијама према мистицизму. Због тога је мислио да је потребно филозофију религије и саму религију вратити на постулате Реформације. Требало је вратити се на учење библијских пророка, чији су највернији интерпретатори били теолози Реформације, по Б, мишљењу. На њега су утицали Кјеркегор, Достојевски, Овербек. Од Пада па наовамо, по Бартовом мишљењу, читав човеков живот је грешан, његови интелектуални, морални и емоционални капацитети искварени, тако да у таквом друштву филозофски системи као што су Шлајермахеров или Хегелов нису применљиви. Оставио је велики утицај на британску теологију 30-их година. Неки га сматрају највећим протестантским теологом XX в.

## Дела
- The Epistle to the Romans (Der Römerbrief I, 1st ed., 1919)
- Barth, Karl; Kooi, Cornelis van der; Tolstaja, Katja (1968). The Epistle to the Romans. Theologischer Verlag Zürich. ISBN 0-19-500294-6. Непознати параметар |orig-date= игнорисан (помоћ); Непознати параметар |orig-title= игнорисан (помоћ). E. C. Hoskyns, trans. London: Oxford University Press, 1933.
- The Word of God and The Word of Man. New York: Harper & Bros. 1957. ISBN 978-0-8446-1599-8. Непознати параметар |orig-date= игнорисан (помоћ); Непознати параметар |orig-title= игнорисан (помоћ). : . ; The Word of God and Theology. Amy Marga, trans. New York: T & T Clark, 2011.
- Barth, Karl (1978). Preaching Through the Christian Year. Eerdmans. ISBN 0-8028-1725-4.. H. Wells and J. McTavish, eds. Edinburgh: T. & T. Clark.
- God Here and Now. London: Routledge. 1964.
- Fides Quaerens Intellectum: Anselm's Proof of the Existence of God in the Context of His Theological Scheme. 1985. ISBN 0-915138-75-1.. (written in 1931). I. W. Robertson, trans. London: SCM, 1960; reprinted by Pickwick Publications.
- Church and State. G.R. Howe, trans. London: SCM, 1939.
- The Church and the War. A. H. Froendt, trans. New York: Macmillan, 1944.
- Prayer according to the Catechisms of the Reformation. S.F. Terrien, trans. Philadelphia: Westminster, 1952 (Also published as: „Prayer and Preaching”. Архивирано на веб-сајту  (18. јануар 2016). London: SCM, 1964).
- Barth, Karl (1960). The Humanity of God. Westminster John Knox Press. ISBN 0-8042-0612-0.. J.N. Thomas and T. Wieser, trans. Richmond, VA: John Knox Press.
- Evangelical Theology: An Introduction. Grand Rapids, MI: Eerdmans, 1963.
- Barth, Karl (1981). The Christian Life. Church Dogmatics IV/4: Lecture Fragments. Eerdmans Publishing Company. ISBN 0-8028-3523-6. Непознати параметар |DUPLICATE_isbn= игнорисан (помоћ). Grand Rapids, MI: Eerdmans. ,
- The Word in this World: Two Sermons by Karl Barth. Edited by Kurt I. Johanson. Regent Publishing (Vancouver, BC, Canada): 2007
- "No Angels of Darkness and Light," The Christian Century, 20 January 1960, p. 72 (reprinted in Contemporary Moral Issues. H. K. Girvetz, ed. Belmont, CA: Wadsworth, 1963. pp. 6–8).
- The Göttingen Dogmatics: Instruction in the Christian Religion. 1991. ISBN 0-8028-2421-8.. vol. 1. G.W. Bromiley, trans. Grand Rapids, MI: Eerdmans.
- Dogmatics in Outline. 1959. ISBN 0-06-130056-X.. (1947 lectures), Harper Perennial.
- A Unique Time of God: Karl Barth's WWI Sermons, William Klempa, editor. Louisville, KY: Westminster John Knox Press.
- On Religion. Edited and translated by Garrett Green. London: T & T Clark, 2006.

### Црквена догматикау преводу на енглески
- Volume I Part 1: Doctrine of the Word of God: Prolegomena to Church Dogmatics. ISBN 0-567-09013-2., hardcover: , softcover:  0-567-05059-9 (German: 1932)
- Volume I Part 2: Doctrine of the Word of God. ISBN 0-567-09012-4., hardcover: , softcover:  0-567-05069-6 (German: 1938)
- Volume II Part 1: The Doctrine of God: The Knowledge of God; The Reality of God. ISBN 0-567-09021-3., hardcover: , softcover:  0-567-05169-2 (German: 1940)
- Volume II Part 2: The Doctrine of God: The Election of God; The Command of God. ISBN 0-567-09022-1., hardcover: , softcover:  0-567-05179-X (German: 1942)
- Volume III Part 1: The Doctrine of Creation: The Work of Creation. ISBN 0-567-09031-0., hardcover: , softcover:  0-567-05079-3 (German: 1945)
- Volume III Part 2: The Doctrine of Creation: The Creature. ISBN 0-567-09032-9., hardcover: , softcover:  0-567-05089-0 (German: 1948)
- Volume III Part 3: The Doctrine of Creation: The Creator and His Creature. ISBN 0-567-09033-7., hardcover: , softcover:  0-567-05099-8 (German: 1950)
- Volume III Part 4: The Doctrine of Creation: The Command of God the Creator. ISBN 0-567-09034-5., hardcover: , softcover:  0-567-05109-9 (German: 1951)
- Volume IV Part 1: The Doctrine of Reconciliation. ISBN 0-567-09041-8., hardcover: , softcover:  0-567-05129-3 (German: 1953)
- Volume IV Part 2: Doctrine of Reconciliation: Jesus Christ the Servant As Lord. ISBN 0-567-09042-6., hardcover: , softcover:  0-567-05139-0 (German: 1955)
- Volume IV Part 3, first half: Doctrine of Reconciliation: Jesus Christ the True Witness. ISBN 0-567-09043-4., hardcover: , softcover:  0-567-05189-7 (German: 1959)
- Volume IV Part 3, second half: Doctrine of Reconciliation: Jesus Christ the True Witness. ISBN 0-567-09044-2., hardcover: , softcover:  0-567-05149-8 (German: 1959)
- Volume IV Part 4 (unfinished): Doctrine of Reconciliation: The Foundation of the Christian Life (Baptism). ISBN 0-567-09045-0., hardcover: , softcover:  0-567-05159-5 (German: 1967)
- Volume V: Church Dogmatics: Contents and Indexes. ISBN 0-567-09046-9., hardcover: , softcover:  0-567-05119-6
- Church Dogmatics. ISBN 0-567-05809-3., 14 volume set, softcover,
- Church Dogmatics: A Selection. 1994. ISBN 0-664-25550-7.. with intro. by H. Gollwitzer, 1961, Westminster John Knox Press.
- Church Dogmatics. ISBN 0-567-08374-8., dual language German and English, books with CD-ROM,
- Church Dogmatics. ISBN 0-567-08364-0., dual language German and English, CD-ROM only,

### Аудио
- Evangelical Theology, American lectures 1962. ISBN 978-0-9785738-0-5. – given by Barth in Chicago, Illinois and Princeton, New Jersey,  and  0-9785738-0-3